# Фельдбруннен-Санкт-Ніклаус
Фельдбруннен-Санкт-Ніклаус (нім. Feldbrunnen-St. Niklaus) — громада  в Швейцарії в кантоні Золотурн, округ Леберн.

## Географія
Громада розташована на відстані близько 32 км на північ від Берна, 2 км на північний схід від Золотурна.
Фельдбруннен-Санкт-Ніклаус має площу 2,5 км², з яких на 15,2% дозволяється будівництво (житлове та будівництво доріг), 36,8% використовуються в сільськогосподарських цілях, 46,4% зайнято лісами, 1,6% не є продуктивними (річки, льодовики або гори).

## Демографія
2019 року в громаді мешкало 991 особа (+5,9% порівняно з 2010 роком), іноземців було 11%. Густота населення становила 395 осіб/км².
За віковим діапазоном населення розподілялося таким чином: 14,9% — особи молодші 20 років, 59,1% — особи у віці 20—64 років, 25,9% — особи у віці 65 років та старші. Було 465 помешкань (у середньому 2,1 особи в помешканні).
Із загальної кількості 318 працюючих 10 було зайнятих в первинному секторі, 65 — в обробній промисловості, 243 — в галузі послуг.